# Tractus Catena
Tractus Catena beschreibt geologische Formationen auf dem Mars, die in der englischen Fachterminologie als "pit chains" (deutsch: Krater-, Trichter oder Grubenketten) bezeichnet werden und sich in der Vulkanregion Tharsis befinden. Solche Aneinanderreihungen einzelner rundlicher Senken bildeten sich stets entlang von Störungen, also tektonischen Brüchen in der spröden Marskruste.